# Veenmosbundelzwam
De veenmosbundelzwam (Pholiota henningsii) is een schimmel uit de familie Strophariaceae. Hij leeft parasitair of saprotroof, tussen veenmos (Sphagnum) en andere mossen in laagveengebieden en langs de rand van vennen in hoogveengebieden.

## Verspreiding
In Nederland komt de soort zeer zeldzaam voor. Hij staat niet op de rode lijst in de categorie 'ernstig bedreigd'.